# Теорія міжнародних відносин
Теорія міжнародних відносин (ТМВ) — 1) наука, що вивчає сутність, особливості, закономірності та рушійні сили міжнародних відносин. Мета ТМВ – отримання об’єктивних знань про міжнародні відносини і практичне застосування цих знань при розробці та здійсненні зовнішньої та міжнародної політики; 2) навчальна дисципліна, що містить загальні основи знань про міжнародні явища та процеси. Вона є вступом до міжнародних відносин і своєрідним фундаментом для більш конкретних дисциплін, як-от: геополітика, глобалістика, міжнародна конфліктологія, політична цивіліологія, вайолентологія, теорія зовнішньої політики та ін.; 3) теорія, тобто вища форма організації наукового знання, що дає цілісне уявлення про певний об’єкт (міжнародні відносини в цілому або ж їхні окремі аспекти). Відповідно до цього підходу коректніше говорити про теорії міжнародних відносин, які є автономними стосовно одна одної. 

## Вступ
Вивчення міжнародних відносин як теорії можна простежити починаючи з роботи Едварда Карра «Криза двадцятих років», яка була опублікована в 1939 році і до роботи Ганса Моргентау «Політика серед Націй», опублікованої в 1948 році. Вважається, що міжнародні відносини як дисципліна, виникла після першої світової війни зі створенням кафедри міжнародних відносин в університеті Уельсу, Аберіствіт. Рання наука міжнародних відносин у міжвоєнні роки, що орієнтувалась на потреби в балансі енергосистеми, була замінена системою колективної безпеки. Таких мислителів пізніше назвали «ідеалістами». Провідним аналізом цієї школи мислення був «реалістичний» аналіз, запропонований Карром.
Однак пізніше дослідження Девіда Лонга і Брайана Шмідта в 2005 році пропонує ревізіоністський звіт про походження галузі міжнародних відносин. Вони стверджують, що історія галузі може бути простежена з кінця 19-го століття від імперіалізму і інтернаціоналізму. Той факт, що історія галузі представлена «Великими Дискусіями», такі як реаліст-ідеалістичні дискусії, не відповідає історичним доказам, виявленим в більш ранніх роботах: «Ми повинні раз і назавжди відмовитися від застарілих штучних суперечок між ідеалістами і реалістами, як домінуючих рамок і розуміння історії галузі». Їх ревізіоністські висновки стверджують, що міжнародні відносини вже існували у вигляді колоніальної адміністрації, расової науки і расового розвитку ще до 1918 року.
Відмінністю при класифікації теорій міжнародних відносин є пояснювальний та конститутивний підходи. Пояснювальні теорії це ті, які бачать світ як щось, про що не можна скласти теорію. Конститутивна теорія вважає, що теорії насправді мають допомогти побудувати світ.
Дослідження міжнародних відносин в політичній науці утвердилося упродовж Холодної війни. Багато політологів побоювалися, що Радянський Союз і Сполучені Штати Америки із запалом кинуться в глобальну ядерну війну. Сподівалися, що за допомогою вивчення взаємодій країн між собою стане легше передбачити, які зворотні дії США чи СРСР будуть вчинені у певному випадку, забезпечуючи попередження війни.

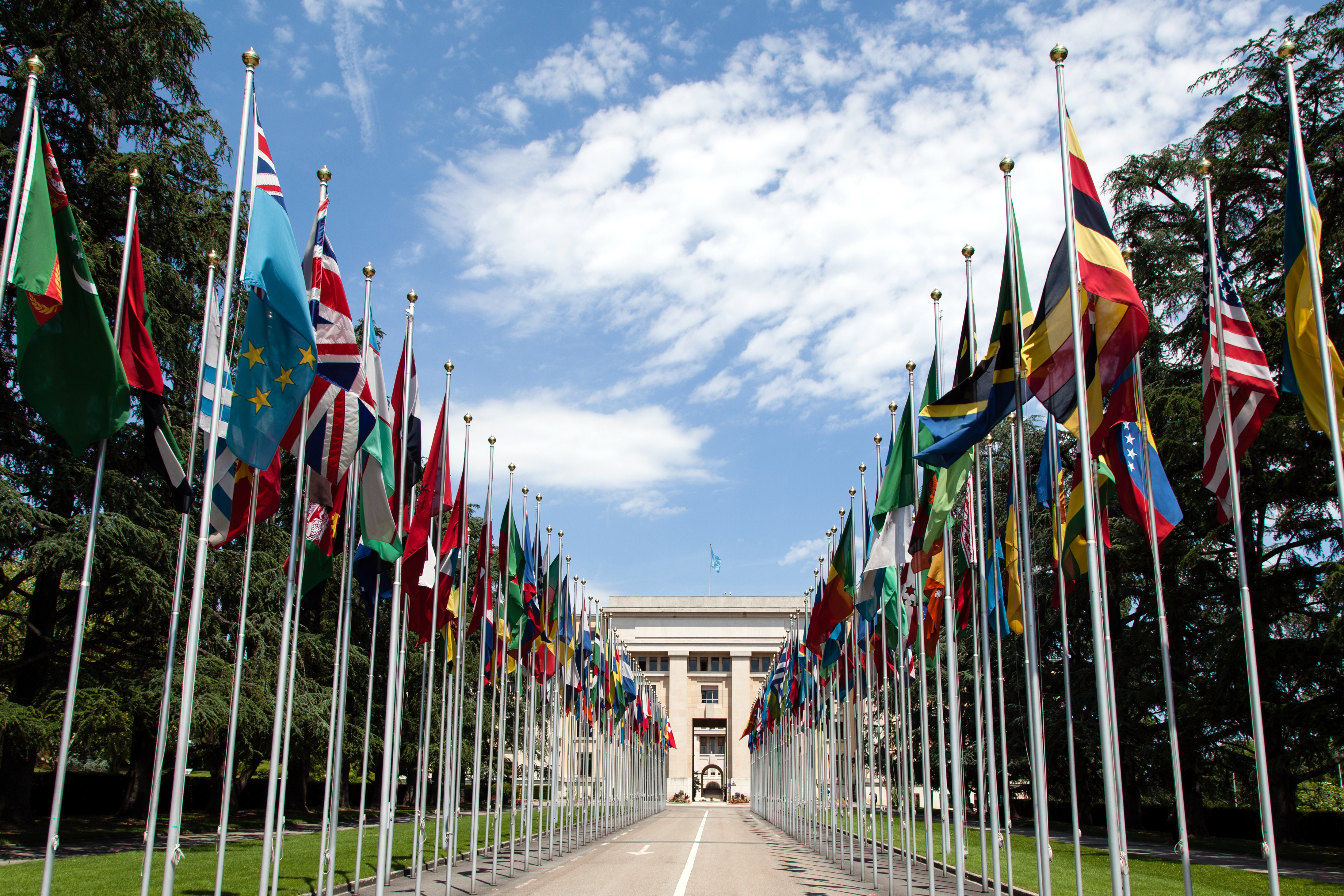
Прапори держав-членів ООН

Предметом міжнародних відносин до останнього часу було вивчення, як держави здійснюють взаємодію з іншими державними утвореннями. Проте новий світовий устрій державної системи в період після Холодної війни відчув необхідність у переосмисленні акторів міжнародних відносин.
Напрям теорії
Оле Холсті описує теорію міжнародних відносин, як дію пар кольорових сонцезахисних окулярів, які дозволяють власнику бачити тільки істотні події, що мають відношення до теорії. Наприклад прихильник реалізму може повністю ігнорувати події, які для конструктивіста можуть мати вирішальне значення і навпаки. Три найбільш популярні теорії міжнародних відносин — реалізм, лібералізм та конструктивізм.
Теорії міжнародних відносини можна розділити на «позитивістські/раціоналістичні» теорії, які принципово зосереджені на аналізі на державному рівні, і «пост-позитивістські/рефлективістські», тобто ті, які містять розширене значення безпеки, починаючи від класу, роду, до постколоніальної безпеки. Існує багато часто суперечливих напрямів мислення в теорії МВ, в тому числі конструктивізм, інституціоналізм, марксизм, неограмшізм і інші. Проте дві позитивістські школи є найбільш поширеними: реалізм і лібералізм; хоча дедалі частіше до них зараховують конструктивізм.

### Реалізм
Реалізм або політичний реалізм був домінуючою теорією міжнародних відносин. Теорія покладається на думки древньої та середньовічної традиції, котра представлена такими авторами, як Фукідід, Нікколо Мак'явеллі та Томас Гоббс. Ранній реалізм можна охарактеризувати як реакція проти міжвоєнного ідеалістичного мислення. Початок Другої світової війни розглядався реалістами як доказ недоліків ідеалістичного мислення. Існують різні напрямки сучасного реалістичного мислення. Проте основні положення теорії були визначені як етатизм, виживання і самодопомога.
Етатизм: Реалісти вважають, що національні держави є головними дійовими особами в міжнародній політиці. Таким чином, це державо-центристсько орієнтована теорія міжнародних відносин. Це протилежно ліберальним теоріям міжнародних відносин, які надають  державам та міжнародним інститутам однакову суб'єктність. Ця різниця іноді виражається в описі реалістичного світогляду, як того, який бачить національні держави, як більярдні кулі; а ліберали вважають відносини між державами в більшою мірою павутиною.
Виживання: Реалісти вважають, що міжнародна система регулюється анархію, а це означає, що немає центральної влади. Таким чином, міжнародна політика — це боротьба за владу між корисливими державами.
Самопоміч: Реалісти вважають, що не можна покладатися на ніякі інші держави, як на допомогу в гарантуванні існування держави.
У реалізмі є декілька ключових припущень. Згідно з реалізмом передбачається, що національні держави є унітарними, географічно заснованими суб'єктами в анархічній міжнародній системі без можливості регулювати взаємодію між державами, оскільки не існує жодного істинного авторитетного світового уряду. По-друге, реалісти передбачають, що суверенні держави, а не міжурядові організації, неурядові організації або багатонаціональні корпорації є головними дійовими особами в міжнародних справах. Таким чином, держави, як найвищі ланки, перебувають в конкуренції одна з одною. Тому держава виступає як раціональний автономний актор у гонитві за власною користю з основною метою підтримки і забезпечення власної безпеки — і, отже, її суверенітету й існування. Реалісти стверджують, що для досягнення власних інтересів держави будуть намагатися накопичити ресурси, і відносини між державами визначаються за допомогою їх відносних рівнів потужності. Такий рівень потужності в свою чергу визначається військовою силою держави, економічними і політичними можливостями.
Деякі реалісти, відомі як класичні реалісти, вважають, що держави є за своєю природою агресивні, що територіальна експансія обмежується тільки протилежними силами, в той час як інші, відомі як наступальні/оборонні реалісти, вважають, що держави одержимі безпекою і продовженням існування держави. Оборонна точка зору може привести до проблеми безпеки, де збільшення власної безпеки може привести до ще більшої нестабільності, оскільки противник(и) готує свої сили, роблячи безпеку нульовою сумою гри, де можуть бути отримані тільки відносні вигоди.

### Неореалізм
Неореалізм або структурний реалізм є розвитком реалізму, що висунув Кеннет Вальц в «Теорії міжнародної політики». Це, однак, тільки одна сторона неореалізму. Джозеф Грико об'єднав неореалістичне мислення з більш традиційними реалістами. Ця сторона теорії іноді називається «сучасним реалізмом». За теорією неореалізму, як стверджує Вальц, для пояснення поведінки держави потрібно брати до уваги вплив структури цієї держави. Структура визначається двома поясненнями: а) це принцип упорядкування міжнародної системи, яка є анархією, і б) це розподіл повноважень всіх підрозділів. Вальц також ставить акцент традиційного реалізму на традиційну військову могутність, а не характеризує силу з точки зору об'єднаних можливостей держави.

### Ідеалізм і Лібералізм
Попередником ліберальної теорії міжнародних відносин був «ідеалізм». Ідеалізм (або утопізм) розглядався критично тими, хто вважав себе «реалістами», наприклад, Едвард Карр. У міжнародних відносинах ідеалізм (також званий «Вільсонізм» через його зв'язки з Вудро Вільсоном, який уособлював його) це школа, яка вважає, що держава повинна зробити свою внутрішньо політичну філософію метою своєї зовнішньої політики. Наприклад, ідеаліст вважає, що припинення бідності в домашніх умовах слід поєднувати з боротьбою з бідністю за кордоном. Ідеалізм Вільсона був попередником теорії ліберальної міжнародних відносин, які будуть виникати після Другої світової війни.
За лібералізмом державні преференції, а не державні можливості, є основним фактором, що визначає поведінку держави. На відміну від реалізму, де держава розглядається як унітарний актор, лібералізм допускає плюралізм в діях держави. Таким чином, переваги будуть змінюватися в залежності від держави, в залежності від таких факторів, як культура, економічна система або тип уряду. Лібералізм також вважає, що взаємодія між державами не обмежується політичними/захисними («висока політика»), а й економічними/культурними («низька політика») зв'язками, або через комерційні фірми, організації чи приватні особи. Таким чином, замість анархічної міжнародної системи існує безліч можливостей для співпраці і більш широких уявлень про владу, таких як культурний капітал (наприклад, вплив фільмів, що ведуть до популярності культури країни і створення ринку для експорту по всьому світу). Інше припущення полягає в тому, що абсолютні вигоди можуть бути отримані шляхом співробітництва і взаємозалежності, таким чином, може бути досягнутий мир.
Теорія демократичного світу стверджує, що ліберальні демократії ніколи (або майже ніколи) не вели між собою війни і між ними зустрічається менше конфліктів. Це особливо суперечить теоріям реалізму, це емпіричне твердження в даний час є однією з найбільш серйозних суперечок в політичній науці. Для демократичного миру були запропоновані численні пояснення. Також стверджується, що демократи ведуть дипломатію в цілому дуже по-іншому, ніж не демократи, як описується в книзі «Ніколи у війні». (Нео)реалісти не згодні з лібералами щодо теорії, часто посилаючись на структурні причини миру, на відміну від уряду штату. Себастьян Росато, критик демократичної теорії миру, вказує на поведінку Америки в бік лівих демократів в Латинській Америці за часів холодної війни, щоб кинути виклик демократичному світу. Одним з аргументів є те, що економічна взаємозалежність робить війну між торговими партнерами менш імовірною. На противагу, реалісти стверджують, що економічна взаємозалежність збільшує, а не зменшує ймовірність виникнення конфлікту.

### Неолібералізм
Неолібералізм, ліберальний інституціоналізм або неоліберальний інституціоналізм є просуванням ліберального мислення. Він стверджує, що міжнародні інститути можуть дозволити країні успішно співпрацювати в міжнародній системі.
Комплексна взаємозалежність
Роберт О. Кеохейн і Джозеф С. Най, у відповідь на неореалізм розробили протилежну теорію, що називається «Комплексна взаємозалежність». Роберт Кеохейн і Джозеф Най пояснює: «… комплексна взаємозалежність іноді ближче підходить до реальності, ніж це робить реалізм». При поясненні цього, Кеохейн і Най охоплюють три припущення про реалістичну думку: по-перше, держави — це конкрентні одиниці, які є головними дійовими особами в міжнародних відносинах; по-друге, сила є зручним і ефективним інструментом політики; і, нарешті, припущення про існування ієрархії в міжнародній політиці.
Головний аргумент Кеохейна і Ная полягає в тому, що в міжнародній політиці є, насправді, кілька каналів, які з'єднують суспільство, що є вищим, ніж звичайні держави за Вестфальської системою. Це проявляється у багатьох формах, починаючи від неформальних урядових зв'язків з транснаціональними корпораціями та організаціями. Тут вони визначають свою термінологію; міждержавні відносини — це ті канали, що прийняли реалістів; трансурядові відносини виникають, коли хтось не допускає реалістичне припущення про те, що держави діють узгоджено як одиниці; транснаціональне застосовується, коли хтось припускає, що держави не є лише одиниці. Політичний обмін відбувається саме через ці канали, а не через обмеженого міждержавного каналу, як відстоювали реалісти.
По-друге, Кеохейн і Най стверджують, що насправді не існує ієрархії серед питань, а це означає, що бойовий підрозділ зовнішньої політики не є вищим інструментом, за допомогою якого здійснюється порядок денний держави, але є також безліч різних питань, які переходять на перший план. Кордон між внутрішньою і зовнішньою політикою стає розпливчастим в цьому випадку, оскільки реально не існує чіткого порядку денного в міждержавних відносинах.
І, нарешті, використання військової сили не здійснюється, коли переважає складна взаємозалежність. Існує ідея про те, що між країнами, в яких складна взаємозалежність існує, роль військових у вирішенні спорів заперечується. Проте Кеохейн і Най продовжують стверджувати, що роль військових фактично є важливою в «політичних і військових відносинах альянсу з конкуруючим блоком.»
Пост-лібералізм
Одна з версій пост-ліберальної теорії стверджує, що в сучасному, глобалізованому світі, держави фактично рухаються до співпраці з метою гарантування безпеки і суверенних інтересів. Відхід від класичної ліберальної теорії найбільш помітно відчувається з переосмисленням понять суверенітету та автономії. Автономія стає проблематичним поняттям в переході від поняття свободи, самовизначення, а також посередництва. Важливо відзначити, що автономія пов'язана з здатністю до ефективного управління. Аналогічним чином, суверенітет також зазнає вплаву від переходу від права на обов'язки. У світовій економіці міжнародні організації мають суверенні держави на випадок ситуації, якщо суверенітет створиться серед «суверенних» держав. Концепція стає здатністю належного управління і більше не може бути прийнятою як абсолютне право. Один з можливих способів інтерпретації цієї теорії, є ідея про те, що з метою підтримки глобальної стабільності і безпеки та вирішення проблеми анархічної світової системи міжнародних відносин, ні загальний, глобальний чи суверенний орган не створюється. Замість цього держави колективно відмовляються від деяких прав на умовах повної автономії і суверенітету. Інший варіант пост-лібералізму, що спирається на роботу в політичній філософії після закінчення холодної війни, а також на демократичні перетворення в Латинській Америці зокрема, стверджує, що соціальні сили знизу мають важливе значення для розуміння природи держави і міжнародної системи. Без розуміння їхнього внеску в політичний порядок і їх прогресивних можливостей, особливо в сфері миру в місцевих і міжнародних рамках, слабкості держави, недоліки ліберального світу, і виклики глобального управління не можуть бути реалізовані або правильно зрозумілими. Крім того, вплив соціальних сил на політичну та економічну владу, структури та інститути, дає деякі емпіричні докази складних зрушень в даний час в МВ.

### Конструктивізм
Конструктивізм або соціальний конструктивізм був описаний як виклик домінуванню неоліберальній і неореалістичній теорії міжнародних відносин. Майкл Барнетт описує конструктивістські теорії міжнародних відносин як стурбовані тим, як ідеї визначають міжнародну структуру, як ця структура визначає інтереси та ідентичності держав і, як держави і недержавні суб'єкти відтворюють цю структуру. Ключовим елементом конструктивізму є переконання, що «міжнародна політика формується з нав'язливих ідей, колективних цінностей, культури і соціальної ідентичності.» Конструктивізм стверджує, що міжнародна реальність соціально сконструйована когнітивними структурами, які надають сенс матеріальному світу. Теорія виникла з дискусій, що стосуються наукового методу теорій міжнародних відносин і теоретичної ролі у створенні міжнародної влади. Емануель Адлер стверджує, що конструктивізм займає проміжне положення між раціоналізмом і теорією тлумачення міжнародних відносин.
Конструктивістська теорія критикує статичні припущення теорії традиційних міжнародних відносин і підкреслює, що міжнародні відносини — це соціальне будівництво. Конструктивізм це теорія критично-онтологічної основи раціоналістичних теорій міжнародних відносин. У той час як реалізм працює в основному з безпекою і матеріальною силою, і лібералізм дивиться в першу чергу на економічні взаємозалежності і фактори вітчизняного рівня, конструктивізм в основному розглядає роль ідей у формуванні міжнародної системи; насправді, можливо є деякі збіги між конструктивізмом і реалізмом або лібералізмом, але вони залишаються окремою школою. До «ідей» конструктивісти відносять мету, погрози, страхи, ідентичності та інші елементи сприйняття реальності, які впливають на державних і недержавних суб'єктів в рамках міжнародної системи. Конструктивісти вважають, що ці уявні чинники часто можуть мати далекосяжні наслідки, і що головними є матеріалістичні проблеми влади.
Наприклад, конструктивісти відзначають, що збільшення розміру військових США, ймовірно, буде розглядатися з набагато більшою стурбованістю на Кубі, традиційному антагоністі Сполучених Штатів, ніж в Канаді, близькому союзнику США. Отже, повинно бути усвідомлення роботи в формуванні міжнародних результатів. Таким чином, конструктивісти не бачать анархії як постійної основи міжнародної системи, а стверджують, за словами Олександра Вендт, що «анархія є тим, що держави роблять з неї». Конструктивісти також вважають, що соціальні норми формують і змінюють зовнішню політику протягом довгого часу.

### Марксизм і критична теорія
Марксистські і неомарксистські теорії міжнародних відносин — це структуралістські парадигми, які відкидають реалістичні / ліберальні погляди на державний конфлікт або співпрацю; замість цього зосередивши увагу на економічних і матеріальних аспектах. Марксистські підходи затверджують положення історичного матеріалізму і роблять припущення про те, що економічні проблеми перевершують інші; у центрі дослідження ставлячи підвищення класу. Марксисти дивляться на міжнародну систему як інтегровану капіталістичну систему в гонитві за накопиченням капіталу. Серединна дисципліна у марксистській теорії МВ — це Критичних досліджень безпеки. Грамшистські підходи спираються на ідеї італійського Антоніо Ґрамші, чиї праці стосувалися гегемонії капіталізму як ідеології. Марксистські підходи також надихнули критичних теоретиків, такіх як Роберт У. Кокс, який стверджує, що «Теорія завжди для когось і для певної мети».
Одним з примітних марксистських підходів до теорії міжнародних відносин є Теорія світових систем Іммануїла Валлерстайна, який може бути схожим до ідей, висловлених В. І. Леніним в праці «Імперіалізм: вища стадія капіталізму». Теорія світових систем стверджує, що глобальний капіталізм створив ядро сучасних промислово розвинених країн, які експлуатують периферію експлуатованих країн «третього світу». Ці ідеї були розвинені Латиноамериканською школою залежності. «Неомарксистські» або «Нові» марксистські підходи повернулися до праць Карла Маркса як натхнення. Основними «новими марксистами» є Джастін Розенберг і Бенно Теске. Марксистські підходи використовують ренесанс з часів краху комунізму в Східній Європі.
Підходи критицизму марксистів до теорії міжнародних відносин включають в себе вузьку спрямованість на матеріальні і економічні аспекти життя.

### Фемінізм
Феміністський підхід до міжнародних відносин став популярним на початку 1990-х років. Такі підходи наголошують на жіночому досвіді, який раніше був виключений з дослідження міжнародних відносин. Міжнародні феміністки стверджують, що гендерні відносини, що є невід'ємною частиною міжнародних відносин, зосереджені на ролі дипломатичних дружин і подружніх відносин, які сприяють секс-торгівлі. Ранні феміністські підходи до міжнародних відносин були частиною «Третіх Великих Дебатів» між позитивістами і пост-позитивісти. Вони виступали проти позитивізму і державо-центризму в основних міжнародних відносин. Крістіан Реус-Сміт стверджує, що ці підходи не описують те, як феміністська перспектива світової політики буде виглядати.
Вчена-феміністка Джеккі Тру розрізняє емпіричний, аналітичний та нормативний фемінізм. Емпіричний фемінізм бачить жінок і гендерні відносини як емпіричні аспекти міжнародних відносин. Стверджується, що основний акцент у міжнародні відносинах припадає на анархію і управління державою, що означає, що галузі дослідження, які роблять відтворення державної системи можливою маргіналізовані. Аналітичний фемінізм стверджує, що теоретичні основи міжнародних відносин мають гендерний ухил. Тут стать відноситься не до «біологічних» відмінностей між чоловіками і жінками, але до соціальних чоловічих і жіночих ідентичностей. Стверджується, що в основний міжнародних відносин пов'язаний з об'єктивністю. Аналітичні феміністки вбачають нелюбов неореалістів до вітчизняних пояснень щодо пояснення міждержавної поведінки як приклад цього зміщення. Нормативні феміністки бачать теоретизування в рамках порядку денного для зміни.
Критика теорії феміністської міжнародних відносин включають зображення третього світу жінок.
Феміністська теорія іноді спрощено говорить про питання жінок або просто про необхідність «додати і змішати жінок». «Мужність, МВ і „гендерна змінна“: економічно вигідний аналіз (симпатичної) гендерних скептиків», стаття Шарлотта Хупер, показує, що погляд на міжнародні відносини через гендерний об'єктив має важливе значення для всіх статей. У статті показано, що гіпер-маскулінність, що використовується в міжнародних відносинах, робить негативний вплив на всі статті. Це привілеї тільки для певного виду людини, змушуючи всіх інших вписуватися в обмеження одного бачення мужності. Хупер також стверджує, що гендерний об'єктив вимагає повного перегляду традиційних методів, а не просто додавання жінок до вивчення. «Для того щоб дослідити перетин між гендерною ідентичністю і міжнародними відносинами, не можна покладатися на підходи, які будуть приймати гендерну ідентичність як „даності“ або як незалежні, зовнішні похідні змінні». Традиційні методи не задовольняють потреби чоловіків або жінок. Вони намагаються скоротити наші потреби в безпеці, не беручи до уваги клас, рівень освіти, статі або досвіду. Хупер стверджує, що традиційні дослідження міжнародних відносин змушують нас пропустити набагато більше факторів, ніж просто жінок і дітей.
Для того, щоб симпатизувати скептикам, Хупер пояснює, що міжнародні відносини формують мужність таким чином, що зачіпає всіх нас. Щоб встановити це, вона пояснює, що мужність і жіночність є соціальними конструкціями, які можуть бути під впливом теорій і дискурсу. Хупер повертається до так званих феміністських міжнародних відносин в гендерних чинниках міжнародних відносин, що залучає всіх людей і підкреслює важливість нових методів в цій галузі. Стать так само, як клас, етнічна приналежність, вік і т. д. може допомогти нашому розумінню того, як людям і народам діяти, а якщо ми будемо ігнорувати діапазон чоловічності і жіночності ми працюватимемо тільки з половиною головоломки. Система, яку Феміністські міжнародні відносини намагаються повалити зачіпає всіх нас і впливає на багато наших традиційних теорій. Хупер пропонує приклад війни, яка формувала чоловіче тіло. Вони наголошують, що чоловіки просто більше здатні до агресії від природи. Хупер також ілюструє шляхи мужності, як і жіночності, що були під впливом колонізації. Ієрархія, що утворена колонізацією етикетки азіатів, як жіночоподібних, африканців, як диких і білих чоловіків, має належний баланс на вершині ієрархії. Війна і колоніалізм, як і раніше, впливають на міжнародні відносини в значній мірі.

## Відмінності між ліберальною та реалістичною теоріями міжнародних відносин
Дві головні школи теорії міжнародних відносин сучасності представлені лібералізмом та реалізмом.
Ліберальна теорія часто відзначається аналізом ідеального, чи утопічного, наслідку. Проте реалістична теорія акцентує свою увагу на способи та засоби, за допомогою яких держави взаємодіють. Відмінні дебати на тему відмінностей між сутністю цих двох теорій можна знайти у працях Едуарда Галетта Карра «Двадцятирічна криза, 1919—1939 рр.» (він використовує термін «утопізм» для позначення «лібералізму») чи Ганса Моргентау «Політика між націями».
Реалісти часто приписують Фукідіду статус першого мислителя реалізму через його бажання залишити думку про війну як «одержимість всіх часів», його стиль письма, в якому він вживав тільки факти з перевірених джерел, і за його зосередженість на владі в своїй праці «Історія Пелопоннеської війни». Особливу увагу звертають на Мілоський діалог через його унікальність використання, що переконує багатьох вірити, що Фукідід намагається наголосити на важливій події. Звідси походить цитата «Сильні світу цього роблять те, на що мають міць, а слабкі приймають те, що їх змушують», яка виражає реалістичну думку «могутність ототожнюється праву». Однак для цікавого погляду на картину світу, яку сформували праці Фукідіда, доцільно розглянути дослідницьку роботу «Ідея історії» написану Робіном Джорджом Коллінгвудом.
Реалізм традиційно зосереджений на владі, і у Вестфальській системі міжнародних відносин, державі надається найбільша могутність. Так як це пов'язано із владою, реалізм має схильність фокусуватися більше на високому рівні політичної діяльності на міжнародній арені, ніж на низькій. Проте більшість воєн, починаючи з ранніх 1990-х років, відбувалися всередині держав, а не між державами, що тепер переглядається в реалістичній теорії.
Інші філософи, які формують реалістичну традицію:
- Аврелій Августин Блаженний («Про Град Божий»)
- Нікколо Мак'явеллі («Державець»)
- Томас Гоббс («Левіафан, або Суть, будова і повноваження держави церковної та світської»)
- Карл Шмітт («Концепція політв'язня»)
- Ганс Моргентау («Політика між націями»)
- Генрі Кіссинджер
- Хедлі Булл («Анархічне суспільство»)
- Джон Міршаймер («Трагедія колосальної сили політики»)

Лібералізм (також зневажливо називають «ідеалізм») здобув популярність після закінчення Першої світової війни і тріумфу лібералізму Вільсона. Лібералізм в теорії міжнародних відносин у більшості випадків асоціюється з інтернаціоналізмом, інституціоналізмом та соціалізмом. По суті, вони вірять, що людська природа добра, війну можна уникнути, а також існує моральний універсалізм. Вони не простежують довгу історію своєї теорії, так як це роблять реалісти. Ключові теми включають міжнародне права, суверенітет, міжнародні організації та глобальне управління.

### Визначні мислителі ліберальної традиції
- Франсиско де Віторія і Саламанкська школа (De Indis debates)
- Іммануїл Кант («Теорія вічного миру»)
- Девід Гельд («Демократія і глобальний порядок»)
- Джозеф Най («М'яка сила: засоби для досягнення успіху у світовій політиці»)

Основні теми
1. Пролог — Вступ до міжнародних відносин і стратегічних наук
2. Еволюція сучасної державної системи
3. Світова політика у 20 ст.
4. Центральні поняття міжнародних відносин
5. Теорії міжнародних відносин
6. Центральні поняття стратегічних наук
7. Використання сили
8. Причини війни
9. Ведення зовнішньої політики
10. Міжнародні організації
11. Регіоналізація
12. Теорії світового уряду
13. Організація Об'єднаних Націй — Міжнародна організація підтримання миру?
14. Європейський Союз — «Зона миру, безпеки і справедливості»
15. Навколишнє середовище і світова політика — Глобальне потепління та інші природні загрози
16. Війна і мир в глобалізованому світі — Глобалізація та її наслідки на світові конфлікти
17. Економіка міжнародних відносин